# Waitabit Peak
Waitabit Peak är en bergstopp i Kanada.   Den ligger i provinsen Alberta, i den centrala delen av landet, 3 100 km väster om huvudstaden Ottawa. Toppen på Waitabit Peak är 3 108 meter över havet.
Terrängen runt Waitabit Peak är huvudsakligen bergig, men åt nordost är den kuperad.Trakten runt Waitabit Peak är nära nog obefolkad, med mindre än två invånare per kvadratkilometer.. Det finns inga samhällen i närheten. 
Trakten runt Waitabit Peak är permanent täckt av is och snö.